# كليمين سيتي
كليمين سيتي (بالسلوفينية: Klemen Cehte)‏ مواليد 10 مايو 1986 في برجيتسي، جمهورية يوغوسلافيا الاشتراكية الاتحادية، هو لاعب كرة يد سلوفيني. يلعب حاليا مع نادي الشباب. مثل منتخب سلوفينيا لكرة اليد.

## سجل المنافسة
شارك في البطولات التالية:
- بطولة العالم لكرة اليد للرجال 2015

## روابط خارجية
- كليمين سيتي على موقع الاتحاد الأوروبي لكرة اليد (الإنجليزية)